# Hospital de Maternitat Gran Duquessa Carlota
L'Hospital de Maternitat Gran Duquessa Carlota (en francès: Maternité Grande-Duchesse Charlotte) és un hospital de maternitat, que forma part del Centre Hospitalari de Luxemburg en la ciutat de Luxemburg. L'hospital porta el nom de Carlota I de Luxemburg, que va regnar des de 1919 fins a 1964.
El 1936, el desenvolupament d'una maternitat a Luxemburg va quedar sota el lideratge del director de la Creu Roja el Dr. M. Bohler i l'escola de l'estat de Pfaffenthal, sota el control de l'Estat, estant el primer director el Dr. Richard.
Durant la Segona Guerra Mundial, l'hospital era sota el control de l'Estat i sota la direcció del Dr. M. Reile.
El 10 de desembre de 1975, juntament amb la Clínica de Pediatria i l'Hospital Municipal es va crear el Centre Hospitalari de Luxemburg.